# Patrick Wiencek
Patrick Wiencek (ur. 22 marca 1989 w Duisburgu) – niemiecki piłkarz ręczny, reprezentant kraju grający na pozycji obrotowego, brązowy medalista olimpijski z Rio de Janeiro (2016). Zawodnik THW Kiel.

## Sukcesy

### klubowe
Liga Mistrzów:
- 2019/2020
- 2021/2022

Puchar EHF:
- 2018/2019

Puchar IHF:
- 2019

Puchar Zdobywców Pucharów:
- 2011

Mistrzostwa Niemiec:
- 2014/2015, 2019/2020, 2020/2021
- 2013/2014, 2014/2015, 2018/2019
- 2012/2013, 2015/2016, 2016/2017

Puchar Niemiec:
- 2017, 2019

Superpuchar Niemiec:
- 2014, 2015, 2020, 2021

### reprezentacyjne

#### Igrzyska Olimpijskie
- (2016)